# Karl-Gustavtjärnarna
Karl-Gustavtjärnarna är en sjö i Skellefteå kommun i Västerbotten och ingår i Skellefteälvens huvudavrinningsområde.